# Susanne Hofer (Künstlerin)
Susanne Hofer (* 29. Juli 1970 in Luzern) ist eine Schweizer Künstlerin in den Bereichen Video und Installation. Sie lebt und arbeitet in Zürich.

## Leben und Werk
Susanne Hofer schloss 1990 das Gymnasium an der Kantonsschule Reussbühl ab und studierte von 1990 bis 1995 Kunst und Vermittlung an der Hochschule für Gestaltung in Luzern.
Sie arbeitet als freischaffende Künstlerin in den Bereichen Video und Videoinstallation. Arbeiten von ihr werden im In- und Ausland ausgestellt und befinden sich in verschiedenen Sammlungen.
1996 gewann sie zusammen mit der Videokünstlerin Marianne Halter den Preis Videowerkschau Schweiz der VIPER Luzern. Sie erhielt für ihr Schaffen zahlreiche Werkbeiträge. Mit verschiedenen Atelieraufenthalten war sie in Berlin, Paris, Chicago, New York und Miami. 2012 bis 2014 war sie Teil des Projekts OG9, einem künstlerischen Zwischennutzungsprojekts des Kunsthaus Aussersihl.
Susanne Hofer ist Mitbegründerin des Kunsthauses Aussersihl und des Projektraumes Wall&Stage in Zürich.

## Ausstellungen

### Einzelausstellungen (Auswahl)
- 2019: Slamming Doors and a Rocking Ship, Fresh Window Gallery, New York[9]
- 2018: Roundelay, Galerie WidmerTheodoridis, Eschlikon[10]
- 2018: beyond being, Thierry Goldberg Gallery, Miami[11]
- 2017: By the Sea, Kunstraum Baden, Baden[12]
- 2017 blinkern (zusammen mit Sebastian Sieber), Lokal 14, Zürich[13]
- 2015: The Clearing, Galerie Marianne Grob, Basel[14]
- 2014: Zimmerflucht, Galerie Christinger De Mayo, Zürich
- 2014: Archipel, Kunstraum, Tiefparterre, Kreuzlingen[15]
- 2010 Inner and Outer Spaces, Kunstmuseum Luzern, Luzern (Ton: John Wolf Brennan)[16]

### Gruppenausstellungen (Auswahl)
- 2019: Gefällt, Villa Renata, Basel[17]
- 2017: Unexpected Treasures, Binz 39, Zürich
- 2017: Die Kunstsammlung des Kantons Zürich 1944-2017, Haus Konstruktiv, Zürich
- 2017: Affaires naturelles, Kunstpavillon, Luzern
- 2016: Im Rausch – zwischen Höhenflug und Absturz, Kartause Ittingen, Warth
- 2015: Diamonds always come in small packages, Kunstmuseum Luzern, Luzern
- 2015: Kopfzeile, Haarlinie, Fussnote, Kreuzbergpavillon, Berlin
- 2014: surface scratching, Kunsthalle, Luzern[18]
- 2013: Superstructures, Arroniz Arte Contemporaneo, Mexiko[19]

## Kunst am Bau (Auswahl)
- 2018: Joyeux Tropiques, Berufsschule Mode und Gestaltung Zürich[20]
- 2012: Frischluftgardinen, Raiffeisenbank Oberseetal[21]